# CHQ Building
Das CHQ Building (RPS 2094), früher auch als Stock A bezeichnet, ist eines der letzten noch erhaltenen Lagerhäuser der Dubliner Docklands. Es wurde im Jahr 2005 für 45 Millionen Euro restauriert und steht heute unter Denkmalschutz.

## Geschichte
Stack A (CHQ Building) war eins von zwei gleichzeitig errichteten Lagerhäusern: Stack A wurde als New Tobacco Store bezeichnet und Stack B, das heutige AIB Trade Center, als New West Store. Im nördlichen Teil des Gebäudes Stack A wurde Tabak gelagert, im südlichen Teil Tee. Unter den nördlichen Lagerräumen wurde ein weiteres Geschoss eingezogen, das aus neun Gewölbegängen besteht, in denen sich bis zu 45 000 Weinfässer lagern ließen. Beleuchtet wurden die Räume u. a. durch in Eisen eingefasste Glaslinsen im Boden des darüber liegenden Stockwerks.
Eine Besonderheit des Gebäudes ist, dass es eines der ersten Gebäude war, das aus Feuerschutzgründen vollständig ohne Holz, sondern ausschließlich als Stahlkonstruktion errichtet wurde. Es wurde nach dem Vorbild von John Rennie, einem schottischen Bauingenieur, gebaut, der durch sein damals neuartiges Konzept (Stahl/Eisen – statt Holzkonstruktionen als Fundament zu nutzen) bekannt wurde, und dessen Vater auch schon den „Skin Floor“, das Tabak-Lagerhaus in den London Docks, entworfen hatte. Die Stahlkonstruktion des Daches wird von drei Reihen zylindrischer Metallsäulen getragen, 26 in jeder Reihe, die auf Granitsäulen stehen, welche bis in die Gewölbe hinabreichen.
Ein besonderes Ereignis war, dass das Lagerhaus Stack A 1856 für das geschichtsträchtige Crimean War Banquet genutzt wurde, eine Veranstaltung, um die Wiederkehr von Irischen Soldaten, die von 1854 bis 1855 im Krimkrieg gekämpft hatten, zu feiern und der gefallenen Soldaten zu gedenken.

„On the day of the banquet, 22nd October, the newspapers described the reaction of Dublin people to the event, as overwhelming: ‚The entire length of the quays from Kingsbridge terminus to the Custom House, and the various streets leading towards the scene of the coming banquet were thronged with groups of people, awaiting the first arrival of the military guests.‘“

1884 wurde das Gebäude (45 m Breite, 150 m Länge) durch Baumaßnahmen um ca. 4,8 m verkürzt, um den Custom House Quay zu erweitern.
1934 wurde ein neuer Tobacco Store erbaut, den man als Stack G kennzeichnete und der sich an der östlichen Seite in Stack A integrieren ließ.
Während des großen Umwandlungsprozesses der Docklands erwarb die DDDA 1987 (Dublin Dockland Development Authority) das Gebäude und begann im Jahr 2005 mit der Restaurierung. Die DDDA strebte eine Nutzung als künstlerisches und kulturelles Zentrum an, sah aber gleichzeitig die Notwendigkeit einer Mischnutzung mit Einzelhandelsgeschäften vor, um langfristig den Erhalt des Gebäudes zu gewährleisten. Die Restaurierung wurde von den Architekten Michael Collins und Fitzroy Robinson durchgeführt und war extrem aufwändig: Die Gewölbegänge mussten trockengelegt, die viktorianischen Flutschutzvorrichtungen instand gesetzt und die Dachkonstruktion entrostet und isoliert werden. Die ursprüngliche Idee war, aus dem Stack A entweder ein interaktives Wissenschaftsmuseum, eine zeitgenössische Kunstgalerie oder ein nationales Museum für Landeskunde zu schaffen. Es stellte sich jedoch heraus, dass trotz der Trockenlegung der Gewölbegänge eine Nutzung als Ausstellungsfläche auf Grund des feuchten Gebäudeklimas und der Nähe zum Liffey nur sehr eingeschränkt möglich ist.
Aufgrund einer Leerstandsrate der Ladenflächen von 82 Prozent wurde das von 2005 bis 2007 für 45 Millionen restaurierte Gebäude 2013 für nur etwas über 10 Millionen Euro an die frühere Coca-Cola Company CEO Neville Isdell verkauft. Zusätzliche Sitzplätze in der zentralen Halle und freies W-LAN führten zu einer Erhöhung der Kundenfrequenz und zu einer Wiederbelebung des Gebäudes. An Werktagen wirkt das Gebäude heute wie eine große Mensa für das International Financial Service Center in den Dublin Docklands. Es bietet zahlreiche Good Food Restaurants, WIFI, Co Working Areas sowie Ausstellungsflächen und ist ein beliebter Treffpunkt in den Docklands.